# The Family Honor
The Family Honor és una pel·lícula muda de comèdia romàntica estatunidenca del 1920 dirigida per King Vidor i protagonitzada per Florence Vidor. Hi ha una còpia de la pel·lícula a un arxiu francès.

## Trama
Tal com es descriu en una publicació cinematogràfica, l'orgullosa, surenya i antiga família Tucker és ara trencada i posa les seves esperances en un jove universitari, Dal (Karns), que té gust pels jocs d'atzar, la seva germana Beverly (Vidor), plena d'esperança i confiança, i el jove Ben, un deixeble de pensament correcte. La Beverly ha fet passar el seu germà a la universitat només per descobrir que s'ha convertit en un estafador de primera classe. Per mantenir l'honor del seu nom, el promès de Beverley intenta preveure una incursió en una immersió viciosa a la ciutat que és freqüentada per Dal. L'atac té lloc i Dal s'escapa, per després ser atrapat i acusat d'assassinat. Les proves van en contra de Dal fins que el seu germà petit Ben entra a la sala i, amb l'esperit de la veritat, testifica perquè Dal quedi alliberat.

## Repartiment
- Florence Vidor - Beverly Tucker
- Roscoe Karns - Dal Tucker
- Ben Alexander - Petit Ben Tucker
- Charles Meredith - Merle Curran
- George Nichols - Mayor Curran
- J. P. Lockney - Felix
- Willis Marks - Dobbs

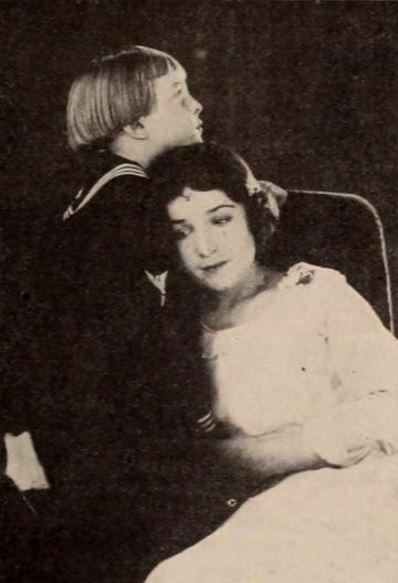
Ben Alexander (l.), Florence Vidor (r.)

- Harold Goodwin - Noi de la tenda de queviures

## Producció
El 1919 Vidor va formar una companyia de producció independent en col·laboració amb els expositors de First National amb seu a Nova York.
El conglomerat de Nova York controlava nombrosos teatres i, en un intent d'entrar en la producció cinematogràfica, va avançar a Vidor els fons per construir un petit estudi de 15 acres que Vidor va batejar com "Vidor Village". Els riscos financers de fer pel·lícules independents eren elevats en un moment en què Hollywood assistia a la consolidació d'un "sistema d'estudis cada cop més rígid" on la producció i l'exhibició estaven subordinades a consideracions de mercat i cada cop més jutjades per la rendibilitat.
Vidor va optar per fer una fórmula comèdia-romàntica aleshores de moda protagonitzada per la seva esposa Florence Vidor, però conservant els preceptes de la Ciència Cristiana que havien informat el seu treball amb la Brentwood Corporation.